# 도리스 윌레트
도리스 에바 윌레트(영어: Doris Eva Willette, 1988년 2월 11일 ~ )는 미국의 펜싱 선수로 주 종목은 플뢰레이다. 어머니는 타이완에서 미국으로 이민왔다. 윌레트는 2012년 하계 올림픽을 앞두고 미국 펜싱 대표팀에 발탁되어 여자 플뢰레 단체전에서 교체요원으로 출전하였다.
윌레트는 펜실베이니아 주립 대학교를 졸업하였다. 그녀는 2009년과 2011년에 여자 플뢰레 부문 우승을 거두었다. 그녀는 2011년 팬아메리칸 게임의 여자 플뢰레 단체전에서 금메달도 획득하였다.